# Badische Imkerschule Heidelberg
Die Badische Imkerschule Heidelberg ist eine von zwei Imkerschulen des Landesverbandes Badischer Imker. Die zweite ist die Badische Imkerschule Oberentersbach im südlichen Teil des Verbandsgebietes in Oberentersbach.
An der Badischen Imkerschule Heidelberg erfolgt die praktische und theoretische Aus- und Fortbildung von Imkern, sowohl von Mitgliedern als auch Nichtmitgliedern des Verbandes. Ein Schwerpunkt liegt auf Multiplikatorenschulungen, also der Ausbildung von Ausbildern in den Vereinen. Die Ausbildung zum Imker(gesellen) unter der Bezeichnung Tierwirt, Fachrichtung Imkerei, erfolgt durch staatlich anerkannte Ausbildungsbetriebe und nicht durch die Imkerschule Heidelberg.
Für praktische Lehrgänge stehen Bienenvölker in Dadant modifiziert und Zander Magazinbeuten zur Verfügung. Von Mai bis Juni erfolgt wöchentlich die Ausgabe von Carnica- als auch von Buckfast-Zuchtstoff. Es finden circa 20–30 Veranstaltungen pro Jahr statt, mit bis zu 800 Teilnehmern pro Jahr. Das aktuelle Schulungsprogramm wird auf der Website des Landesverbandes Badischer Imker veröffentlicht sowie in der Imker Fachzeitschrift Bienen&Natur.

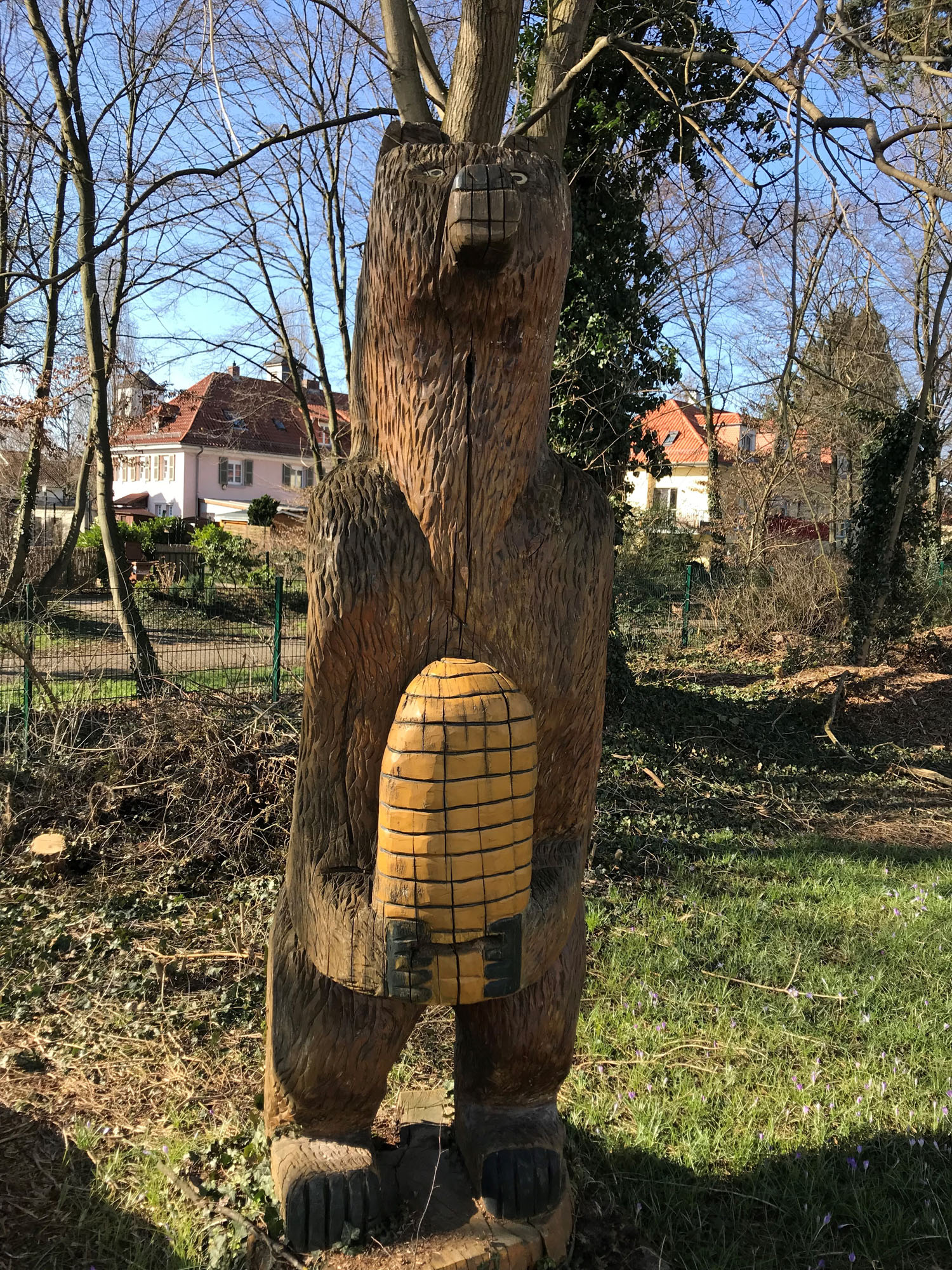
Klotzbeute aus Baumstamm in Form eines Bären im Garten der Imkerschule Heidelberg

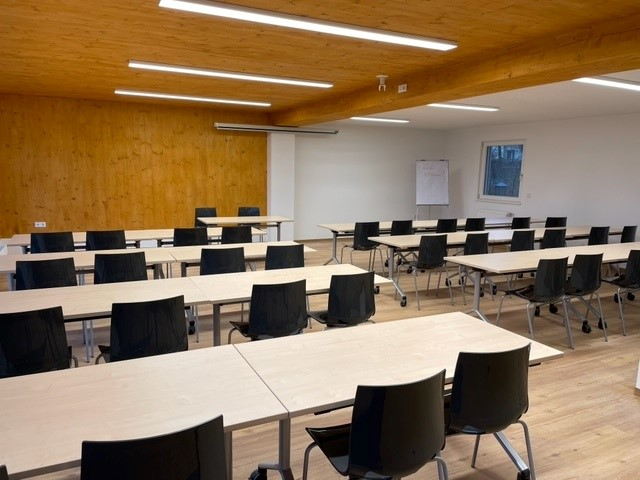
Schulungsraum Imkerschule Heidelberg nach der Erweiterung

## Geschichte
Auf Initiative des badischen Landesvereinsvorsitzenden Otto Falk aus Weinheim eine eigene Imkerschule zu errichten, wurde am 22. Mai 1927 die Imkerschule in Heidelberg eröffnet, 30 Jahre nach der Schließung der ersten staatlichen Imkerschule in Eberbach. Diese entstand am Steigerweg in Heidelberg auf einem von der „Portheimischen Stiftung für Kunst und Wissenschaft“ überlassenen Terrassengrundstück. Das Schulgebäude bestand aus einem Lehrraum und Anbauten für 60 Bienenvölker. Die Einrichtung wurde schnell für die nordbadischen Imker zu einem Zentrum imkerlicher Aus- und Weiterbildung, in dem auch regelmäßig Studenten der benachbarten Universitäten in die Bienenzucht und -haltung eingeführt wurden. Am 20. März 1944 zerstörte eine Fliegerbombe das Schulgebäude.
Mit Hilfe der Stadt Heidelberg wurde 1946 auf dem Gelände des Kurpfälzischen Tiergartens eine Wehrmachtsbaracke zur Verfügung gestellt, in der der Schulbetrieb wieder aufgenommen werden konnte. 1947 wurden zwei Erweiterungsflügel für die Bienenvölker notwendig. Die Finanzierung dieses Projektes erfolgte über Anteilsscheine der nordbadischen Imker.
Innerhalb der ersten 50 Jahre hatten mehr als 3200 Lehrgangsteilnehmer an Schulungen teilgenommen. Damals wurden auch Gesellen- und Imkermeisterprüfungen abgenommen. Die Anzahl der gehaltenen Bienenvölker betrug 40, zusätzlich wurde eine Belegstelle angegliedert und ein Wanderstand im Holzbachtal unterhalten.
Mitte der 1950er Jahre plante die Stadt Heidelberg auf dem Gelände eine Jugendherberge, was eine Verlegung der Imkerschule notwendig machte.
Am 4. Mai 1957 erfolgte die Einweihung des Schulgebäudes am heutigen Standort im Stadtteil Pfaffengrund. Die Kosten für den Bau erfolgte mit Unterstützung der Stadt Heidelberg. Das Gebäude verfügt nach einer Erweiterung 1982 und Modernisierung 1992 über einen Lehrraum, Bibliothek, Küche, Schleuderraum und ein Bienenhaus im Gartenbereich.
Von 2020 bis 2021 erfolgte eine Generalsanierung des gesamten Gebäudes sowie die Erweiterung des Schulungsraums durch einen rollstuhlgerechten Anbau.